# Parranquet
Parranquet é uma comuna francesa na região administrativa da Nova Aquitânia, no departamento Lot-et-Garonne. Estende-se por uma área de 9,77 km². Em 2010 a comuna tinha 116 habitantes (densidade: 11,9 hab./km²).